# Vichtis gamla kyrka
Vichtis gamla kyrka är en tidigare kyrkobyggnad i Esbo stift i Finland. Ruinerna efter den tidigare kyrkan, tillägnad Heliga Birgitta, ligger idag i Vichtis kommun.
Vichtis kapell avskildes i början av 1400-talet från Lojo kyrksocken. Vichtis nämns första gången 1433. Mellan åren 1490 och 1507 blev Vichtis en egen kyrksocken.

## Kyrkobyggnaden
Kyrkan ligger på Vichtis udde i vattendraget Hiidenvesi. Gråstenskyrkan byggdes i slutet av medeltiden, kanske mellan åren 1500 och 1520. Kyrkan var rektangulär till formen och hade en valvförsedd sakristia. Kyrkans tak hade ett trävalv. Valvet och innerväggar hade väggmålningar från 1670. På den östra sidan står också en klockstapel av trä. Den byggdes 1682. Eftersom kyrkan var byggd på mjuk mark fick väggarna småningom sprickor som måste åtgärdas. Därför uppfördes väggen mot sjön, den västra väggen i tegel år 1656. 
Fram till 1801 hade fukten skadat kyrkan så mycket att Vichtis sockenstämma beslöt att sälja kyrkan på auktion. Kyrkans virke och stenar användes för ladugårdar  som byggmaterial. Kyrkans västra mur rasade i september 1869 under en storm.
Av kyrkan återstår nu bara omkring två meter höga rester av väggarna och sakristian. Sakristian används under sommarmånaderna för en del verksamhet av Vichtis församling.
Sankta Birgitta kyrka ersattes av Vichtis kyrka som blev klar 1772.